# Lista över fornlämningar i Mörbylånga kommun (Norra Möckleby)
Lista över fornlämningar i Mörbylånga kommun (Norra Möckleby) är en förteckning av ett urval av de fornlämningar som finns i Norra Möckleby i Mörbylånga kommun.
| Namn                                        | Lämningstyp                      | Tillkomsttid | Historisk indelning   | Plats | Läge                 | ID-nr          | Bild                                 |
| ------------------------------------------- | -------------------------------- | ------------ | --------------------- | ----- | -------------------- | -------------- | ------------------------------------ |
| Norra Möckleby 1:1                          | Fornborg                         |              | Norra Möckleby, Öland |       | 56.638137, 16.600089 | 10085100010001 | Ladda upp en bild av detta fornminne |
| Stretrör (Norra Möckleby 2:1)               | Röse                             |              | Norra Möckleby, Öland |       | 56.632326, 16.628944 | 10085100020001 | Ladda upp en bild av detta fornminne |
| Stretrör (Norra Möckleby 2:2)               | Stensättning                     |              | Norra Möckleby, Öland |       | 56.632113, 16.629154 | 10085100020002 | Ladda upp en bild av detta fornminne |
| Norra Möckleby 3:1                          | Gravfält                         |              | Norra Möckleby, Öland |       | 56.633339, 16.638629 | 10085100030001 | Ladda upp en bild av detta fornminne |
| Norra Möckleby 4:2                          | Stensättning                     |              | Norra Möckleby, Öland |       | 56.632448, 16.637115 | 10085100040002 | Ladda upp en bild av detta fornminne |
| Norra Möckleby 6:1                          | Stensättning                     |              | Norra Möckleby, Öland |       | 56.632114, 16.636097 | 10085100060001 | Ladda upp en bild av detta fornminne |
| Norra Möckleby 7:1                          | Stensättning                     |              | Norra Möckleby, Öland |       | 56.626492, 16.632478 | 10085100070001 | Ladda upp en bild av detta fornminne |
| Norra Möckleby 7:2                          | Stensättning                     |              | Norra Möckleby, Öland |       | 56.626336, 16.631979 | 10085100070002 | Ladda upp en bild av detta fornminne |
| Norra Möckleby 7:3                          | Stensättning                     |              | Norra Möckleby, Öland |       | 56.626590, 16.632121 | 10085100070003 | Ladda upp en bild av detta fornminne |
| Norra Möckleby 7:4                          | Stensättning                     |              | Norra Möckleby, Öland |       | 56.626447, 16.632205 | 10085100070004 | Ladda upp en bild av detta fornminne |
| Norra Möckleby 9:1                          | Gravfält                         |              | Norra Möckleby, Öland |       | 56.623520, 16.643758 | 10085100090001 | Ladda upp en bild av detta fornminne |
| Galjrör (Galgbacken). (Norra Möckleby 10:1) | Stensättning                     |              | Norra Möckleby, Öland |       | 56.624066, 16.645553 | 10085100100001 | Ladda upp en bild av detta fornminne |
| Galjrör (Galgbacken). (Norra Möckleby 10:2) | Stensättning                     |              | Norra Möckleby, Öland |       | 56.624182, 16.645963 | 10085100100002 | Ladda upp en bild av detta fornminne |
| Norra Möckleby 12:1                         | Stensättning                     |              | Norra Möckleby, Öland |       | 56.623656, 16.645268 | 10085100120001 | Ladda upp en bild av detta fornminne |
| Norra Möckleby 13:1                         | Stensättning                     |              | Norra Möckleby, Öland |       | 56.643387, 16.635537 | 10085100130001 | Ladda upp en bild av detta fornminne |
| Norra Möckleby 14:1                         | Röse                             |              | Norra Möckleby, Öland |       | 56.638278, 16.640093 | 10085100140001 | Ladda upp en bild av detta fornminne |
| Norra Möckleby 16:1                         | Stensättning                     |              | Norra Möckleby, Öland |       | 56.639779, 16.646018 | 10085100160001 | Ladda upp en bild av detta fornminne |
| Norra Möckleby 17:1                         | Gravfält                         |              | Norra Möckleby, Öland |       | 56.631925, 16.656809 | 10085100170001 | Ladda upp en bild av detta fornminne |
| Norra Möckleby 17:4                         | Grav markerad av sten/block      |              | Norra Möckleby, Öland |       | 56.634258, 16.656017 | 10085100170004 | Ladda upp en bild av detta fornminne |
| Norra Möckleby 24:1                         | Stensättning                     |              | Norra Möckleby, Öland |       | 56.641503, 16.692775 | 10085100240001 | Ladda upp en bild av detta fornminne |
| Norra Möckleby 24:2                         | Grav markerad av sten/block      |              | Norra Möckleby, Öland |       | 56.641546, 16.693102 | 10085100240002 | Ladda upp en bild av detta fornminne |
| Norra Möckleby 25:1                         | Grav markerad av sten/block      |              | Norra Möckleby, Öland |       | 56.640924, 16.693712 | 10085100250001 | Ladda upp en bild av detta fornminne |
| Norra Möckleby 27:1                         | Grav markerad av sten/block      |              | Norra Möckleby, Öland |       | 56.638613, 16.691319 | 10085100270001 | Ladda upp en bild av detta fornminne |
| Norra Möckleby 27:2                         | Grav markerad av sten/block      |              | Norra Möckleby, Öland |       | 56.638613, 16.691319 | 10085100270002 | Ladda upp en bild av detta fornminne |
| Norra Möckleby 27:3                         | Grav markerad av sten/block      |              | Norra Möckleby, Öland |       | 56.638613, 16.691319 | 10085100270003 | Ladda upp en bild av detta fornminne |
| Norra Möckleby 27:4                         | Grav markerad av sten/block      |              | Norra Möckleby, Öland |       | 56.638639, 16.691518 | 10085100270004 | Ladda upp en bild av detta fornminne |
| Norra Möckleby 27:5                         | Grav markerad av sten/block      |              | Norra Möckleby, Öland |       | 56.638639, 16.691526 | 10085100270005 | Ladda upp en bild av detta fornminne |
| Norra Möckleby 27:6                         | Grav markerad av sten/block      |              | Norra Möckleby, Öland |       | 56.638627, 16.691142 | 10085100270006 | Ladda upp en bild av detta fornminne |
| Norra Möckleby 28:1                         | Grav markerad av sten/block      |              | Norra Möckleby, Öland |       | 56.632370, 16.692436 | 10085100280001 | Ladda upp en bild av detta fornminne |
| Norra Möckleby 28:2                         | Grav markerad av sten/block      |              | Norra Möckleby, Öland |       | 56.632352, 16.692321 | 10085100280002 | Ladda upp en bild av detta fornminne |
| Norra Möckleby 28:3                         | Grav markerad av sten/block      |              | Norra Möckleby, Öland |       | 56.632353, 16.692207 | 10085100280003 | Ladda upp en bild av detta fornminne |
| Norra Möckleby 29:1                         | Stensättning                     |              | Norra Möckleby, Öland |       | 56.631611, 16.696428 | 10085100290001 | Ladda upp en bild av detta fornminne |
| Norra Möckleby 31:1                         | Husgrund, förhistorisk/medeltida |              | Norra Möckleby, Öland |       | 56.627728, 16.689680 | 10085100310001 | Ladda upp en bild av detta fornminne |
| Norra Möckleby 32:1                         | Gravfält                         |              | Norra Möckleby, Öland |       | 56.625937, 16.690467 | 10085100320001 | Ladda upp en bild av detta fornminne |
| Norra Möckleby 33:1                         | Hög                              |              | Norra Möckleby, Öland |       | 56.634895, 16.668099 | 10085100330001 | Ladda upp en bild av detta fornminne |
| Norra Möckleby 33:2                         | Stensättning                     |              | Norra Möckleby, Öland |       | 56.634964, 16.668304 | 10085100330002 | Ladda upp en bild av detta fornminne |
| Norra Möckleby 33:3                         | Stensättning                     |              | Norra Möckleby, Öland |       | 56.635227, 16.668053 | 10085100330003 | Ladda upp en bild av detta fornminne |
| Norra Möckleby 34:1                         | Stensättning                     |              | Norra Möckleby, Öland |       | 56.633656, 16.676674 | 10085100340001 | Ladda upp en bild av detta fornminne |
| Norra Möckleby 35:1                         | Stensättning                     |              | Norra Möckleby, Öland |       | 56.623454, 16.692998 | 10085100350001 | Ladda upp en bild av detta fornminne |
| Norra Möckleby 36:1                         | Stensättning                     |              | Norra Möckleby, Öland |       | 56.622256, 16.688231 | 10085100360001 | Ladda upp en bild av detta fornminne |
| Norra Möckleby 36:2                         | Stensättning                     |              | Norra Möckleby, Öland |       | 56.621835, 16.688121 | 10085100360002 | Ladda upp en bild av detta fornminne |
| Norra Möckleby 36:3                         | Husgrund, förhistorisk/medeltida |              | Norra Möckleby, Öland |       | 56.621629, 16.687935 | 10085100360003 | Ladda upp en bild av detta fornminne |
| Norra Möckleby 36:4                         | Grav markerad av sten/block      |              | Norra Möckleby, Öland |       | 56.621568, 16.687642 | 10085100360004 | Ladda upp en bild av detta fornminne |
| Norra Möckleby 37:1                         | Husgrund, förhistorisk/medeltida |              | Norra Möckleby, Öland |       | 56.625339, 16.686230 | 10085100370001 | Ladda upp en bild av detta fornminne |
| Norra Möckleby 37:2                         | Husgrund, förhistorisk/medeltida |              | Norra Möckleby, Öland |       | 56.625274, 16.686080 | 10085100370002 | Ladda upp en bild av detta fornminne |
| Norra Möckleby 37:3                         | Husgrund, förhistorisk/medeltida |              | Norra Möckleby, Öland |       | 56.625588, 16.685801 | 10085100370003 | Ladda upp en bild av detta fornminne |
| Norra Möckleby 37:4                         | Husgrund, förhistorisk/medeltida |              | Norra Möckleby, Öland |       | 56.625487, 16.685617 | 10085100370004 | Ladda upp en bild av detta fornminne |
| Norra Möckleby 37:5                         | Husgrund, förhistorisk/medeltida |              | Norra Möckleby, Öland |       | 56.625855, 16.685725 | 10085100370005 | Ladda upp en bild av detta fornminne |
| Norra Möckleby 37:6                         | Husgrund, förhistorisk/medeltida |              | Norra Möckleby, Öland |       | 56.625133, 16.685837 | 10085100370006 | Ladda upp en bild av detta fornminne |
| Norra Möckleby 39:1                         | Husgrund, förhistorisk/medeltida |              | Norra Möckleby, Öland |       | 56.625097, 16.690132 | 10085100390001 | Ladda upp en bild av detta fornminne |
| Norra Möckleby 40:1                         | Stensättning                     |              | Norra Möckleby, Öland |       | 56.625635, 16.683668 | 10085100400001 | Ladda upp en bild av detta fornminne |
| Norra Möckleby 40:2                         | Stensättning                     |              | Norra Möckleby, Öland |       | 56.625754, 16.682832 | 10085100400002 | Ladda upp en bild av detta fornminne |
| Norra Möckleby 40:3                         | Stensättning                     |              | Norra Möckleby, Öland |       | 56.626017, 16.684305 | 10085100400003 | Ladda upp en bild av detta fornminne |
| Norra Möckleby 41:1                         | Husgrund, förhistorisk/medeltida |              | Norra Möckleby, Öland |       | 56.628436, 16.691062 | 10085100410001 | Ladda upp en bild av detta fornminne |
| Norra Möckleby 42:1                         | Stensättning                     |              | Norra Möckleby, Öland |       | 56.636515, 16.700692 | 10085100420001 | Ladda upp en bild av detta fornminne |
| Södra hög (Norra Möckleby 44:1)             | Gravfält                         |              | Norra Möckleby, Öland |       | 56.621661, 16.670597 | 10085100440001 | Ladda upp en bild av detta fornminne |
| Södra hög (Norra Möckleby 44:2)             | Grav markerad av sten/block      |              | Norra Möckleby, Öland |       | 56.621573, 16.668321 | 10085100440002 | Ladda upp en bild av detta fornminne |
| Norra hög (Norra Möckleby 46:1)             | Hög                              |              | Norra Möckleby, Öland |       | 56.622191, 16.672738 | 10085100460001 | Ladda upp en bild av detta fornminne |
| Norra hög (Norra Möckleby 46:2)             | Stensättning                     |              | Norra Möckleby, Öland |       | 56.622285, 16.673060 | 10085100460002 | Ladda upp en bild av detta fornminne |
| Norra hög (Norra Möckleby 46:3)             | Stensättning                     |              | Norra Möckleby, Öland |       | 56.622324, 16.673194 | 10085100460003 | Ladda upp en bild av detta fornminne |
| Norra Möckleby 47:1                         | Hög                              |              | Norra Möckleby, Öland |       | 56.620749, 16.672451 | 10085100470001 | Ladda upp en bild av detta fornminne |
| Norra Möckleby 50:1                         | Grav- och boplatsområde          |              | Norra Möckleby, Öland |       | 56.647223, 16.676472 | 10085100500001 | Ladda upp en bild av detta fornminne |
| Norra Möckleby 54:1                         | Stensättning                     |              | Norra Möckleby, Öland |       | 56.629768, 16.630603 | 10085100540001 | Ladda upp en bild av detta fornminne |
| Norra Möckleby 54:2                         | Stensättning                     |              | Norra Möckleby, Öland |       | 56.629730, 16.630994 | 10085100540002 | Ladda upp en bild av detta fornminne |
| Norra Möckleby 54:3                         | Stensättning                     |              | Norra Möckleby, Öland |       | 56.629904, 16.630394 | 10085100540003 | Ladda upp en bild av detta fornminne |
| Norra Möckleby 60:1                         | Stensättning                     |              | Norra Möckleby, Öland |       | 56.645675, 16.635336 | 10085100600001 | Ladda upp en bild av detta fornminne |
| Norra Möckleby 61:1                         | Röse                             |              | Norra Möckleby, Öland |       | 56.648166, 16.633999 | 10085100610001 | Ladda upp en bild av detta fornminne |
| Norra Möckleby 64:1                         | Stensättning                     |              | Norra Möckleby, Öland |       | 56.638873, 16.628417 | 10085100640001 | Ladda upp en bild av detta fornminne |
| Norra Möckleby 68:1                         | Röse                             |              | Norra Möckleby, Öland |       | 56.672821, 16.635384 | 10085100680001 | Ladda upp en bild av detta fornminne |
| Norra Möckleby 68:2                         | Stenkrets                        |              | Norra Möckleby, Öland |       | 56.672999, 16.634964 | 10085100680002 | Ladda upp en bild av detta fornminne |
| Norra Möckleby 68:3                         | Grav markerad av sten/block      |              | Norra Möckleby, Öland |       | 56.672957, 16.635292 | 10085100680003 | Ladda upp en bild av detta fornminne |
| Norra Möckleby 73:1                         | Stensättning                     |              | Norra Möckleby, Öland |       | 56.655831, 16.694952 | 10085100730001 | Ladda upp en bild av detta fornminne |
| Norra Möckleby 75:1                         | Husgrund, förhistorisk/medeltida |              | Norra Möckleby, Öland |       | 56.649173, 16.700514 | 10085100750001 | Ladda upp en bild av detta fornminne |
| Norra Möckleby 76:1                         | Husgrund, förhistorisk/medeltida |              | Norra Möckleby, Öland |       | 56.648047, 16.697454 | 10085100760001 | Ladda upp en bild av detta fornminne |
| Norra Möckleby 76:2                         | Husgrund, förhistorisk/medeltida |              | Norra Möckleby, Öland |       | 56.647935, 16.697575 | 10085100760002 | Ladda upp en bild av detta fornminne |
| Norra Möckleby 76:3                         | Stensättning                     |              | Norra Möckleby, Öland |       | 56.647811, 16.697269 | 10085100760003 | Ladda upp en bild av detta fornminne |
| Norra Möckleby 76:4                         | Husgrund, förhistorisk/medeltida |              | Norra Möckleby, Öland |       | 56.647985, 16.697074 | 10085100760004 | Ladda upp en bild av detta fornminne |
| Norra Möckleby 77:1                         | Stensättning                     |              | Norra Möckleby, Öland |       | 56.649755, 16.699182 | 10085100770001 | Ladda upp en bild av detta fornminne |
| Norra Möckleby 78:1                         | Gravfält                         |              | Norra Möckleby, Öland |       | 56.651590, 16.698483 | 10085100780001 | Ladda upp en bild av detta fornminne |
| Norra Möckleby 80:1                         | Husgrund, förhistorisk/medeltida |              | Norra Möckleby, Öland |       | 56.651816, 16.686788 | 10085100800001 | Ladda upp en bild av detta fornminne |
| Norra Möckleby 81:1                         | Husgrund, förhistorisk/medeltida |              | Norra Möckleby, Öland |       | 56.650651, 16.688532 | 10085100810001 | Ladda upp en bild av detta fornminne |
| Norra Möckleby 82:1                         | Grav markerad av sten/block      |              | Norra Möckleby, Öland |       | 56.650891, 16.698813 | 10085100820001 | Ladda upp en bild av detta fornminne |
| Norra Möckleby 83:1                         | Husgrund, förhistorisk/medeltida |              | Norra Möckleby, Öland |       | 56.663127, 16.701817 | 10085100830001 | Ladda upp en bild av detta fornminne |
| Norra Möckleby 83:2                         | Stensättning                     |              | Norra Möckleby, Öland |       | 56.663354, 16.701336 | 10085100830002 | Ladda upp en bild av detta fornminne |
| Norra Möckleby 84:1                         | Stensättning                     |              | Norra Möckleby, Öland |       | 56.651357, 16.706784 | 10085100840001 | Ladda upp en bild av detta fornminne |
| Norra Möckleby 85:1                         | Stensättning                     |              | Norra Möckleby, Öland |       | 56.651516, 16.705957 | 10085100850001 | Ladda upp en bild av detta fornminne |
| Norra Möckleby 85:2                         | Stensättning                     |              | Norra Möckleby, Öland |       | 56.651794, 16.705915 | 10085100850002 | Ladda upp en bild av detta fornminne |
| Norra Möckleby 86:1                         | Husgrund, förhistorisk/medeltida |              | Norra Möckleby, Öland |       | 56.651386, 16.702327 | 10085100860001 | Ladda upp en bild av detta fornminne |
| Norra Möckleby 87:1                         | Stensättning                     |              | Norra Möckleby, Öland |       | 56.651571, 16.700414 | 10085100870001 | Ladda upp en bild av detta fornminne |
| Norra Möckleby 87:2                         | Stensättning                     |              | Norra Möckleby, Öland |       | 56.651524, 16.700641 | 10085100870002 | Ladda upp en bild av detta fornminne |
| Norra Möckleby 87:3                         | Stensättning                     |              | Norra Möckleby, Öland |       | 56.651605, 16.700928 | 10085100870003 | Ladda upp en bild av detta fornminne |
| Norra Möckleby 87:4                         | Stensättning                     |              | Norra Möckleby, Öland |       | 56.651372, 16.700164 | 10085100870004 | Ladda upp en bild av detta fornminne |
| Norra Möckleby 89:1                         | Husgrund, förhistorisk/medeltida |              | Norra Möckleby, Öland |       | 56.661424, 16.696143 | 10085100890001 | Ladda upp en bild av detta fornminne |
| Norra Möckleby 89:2                         | Husgrund, förhistorisk/medeltida |              | Norra Möckleby, Öland |       | 56.661511, 16.695964 | 10085100890002 | Ladda upp en bild av detta fornminne |
| Norra Möckleby 89:3                         | Stensättning                     |              | Norra Möckleby, Öland |       | 56.661717, 16.696261 | 10085100890003 | Ladda upp en bild av detta fornminne |
| Norra Möckleby 89:4                         | Stensättning                     |              | Norra Möckleby, Öland |       | 56.661432, 16.695781 | 10085100890004 | Ladda upp en bild av detta fornminne |
| Norra Möckleby 90:1                         | Stensättning                     |              | Norra Möckleby, Öland |       | 56.646459, 16.691479 | 10085100900001 | Ladda upp en bild av detta fornminne |
| Norra Möckleby 90:2                         | Stensättning                     |              | Norra Möckleby, Öland |       | 56.646430, 16.690957 | 10085100900002 | Ladda upp en bild av detta fornminne |
| Norra Möckleby 91:1                         | Husgrund, förhistorisk/medeltida |              | Norra Möckleby, Öland |       | 56.648828, 16.694081 | 10085100910001 | Ladda upp en bild av detta fornminne |
| Norra Möckleby 92:1                         | Husgrund, förhistorisk/medeltida |              | Norra Möckleby, Öland |       | 56.642553, 16.693520 | 10085100920001 | Ladda upp en bild av detta fornminne |
| Norra Möckleby 93:1                         | Husgrund, förhistorisk/medeltida |              | Norra Möckleby, Öland |       | 56.641715, 16.698162 | 10085100930001 | Ladda upp en bild av detta fornminne |
| Norra Möckleby 97:1                         | Stensättning                     |              | Norra Möckleby, Öland |       | 56.628003, 16.691201 | 10085100970001 | Ladda upp en bild av detta fornminne |
| Norra Möckleby 98:1                         | Stensättning                     |              | Norra Möckleby, Öland |       | 56.627885, 16.692393 | 10085100980001 | Ladda upp en bild av detta fornminne |
| Norra Möckleby 100:1                        | Minnesmärke                      |              | Norra Möckleby, Öland |       | 56.651366, 16.652112 | 10085101000001 | Ladda upp en bild av detta fornminne |
| Norra Möckleby 101:1                        | Gravfält                         |              | Norra Möckleby, Öland |       | 56.661619, 16.680672 | 10085101010001 | Ladda upp en bild av detta fornminne |
| Norra Möckleby 103:1                        | Stenkrets                        |              | Norra Möckleby, Öland |       | 56.655388, 16.683386 | 10085101030001 | Ladda upp en bild av detta fornminne |
| Norra Möckleby 103:2                        | Grav markerad av sten/block      |              | Norra Möckleby, Öland |       | 56.655183, 16.683670 | 10085101030002 | Ladda upp en bild av detta fornminne |
| Norra Möckleby 104:1                        | Stensättning                     |              | Norra Möckleby, Öland |       | 56.655037, 16.683264 | 10085101040001 | Ladda upp en bild av detta fornminne |
| Norra Möckleby 105:1                        | Stensättning                     |              | Norra Möckleby, Öland |       | 56.655187, 16.682026 | 10085101050001 | Ladda upp en bild av detta fornminne |
| Norra Möckleby 105:2                        | Stensättning                     |              | Norra Möckleby, Öland |       | 56.655269, 16.682046 | 10085101050002 | Ladda upp en bild av detta fornminne |
| Norra Möckleby 106:1                        | Gravfält                         |              | Norra Möckleby, Öland |       | 56.654950, 16.680770 | 10085101060001 | Ladda upp en bild av detta fornminne |
| Norra Möckleby 108:1                        | Stensättning                     |              | Norra Möckleby, Öland |       | 56.670984, 16.638952 | 10085101080001 | Ladda upp en bild av detta fornminne |
| Norra Möckleby 109:1                        | Röse                             |              | Norra Möckleby, Öland |       | 56.670906, 16.639945 | 10085101090001 | Ladda upp en bild av detta fornminne |
| Norra Möckleby 110:1                        | Grav markerad av sten/block      |              | Norra Möckleby, Öland |       | 56.671636, 16.638199 | 10085101100001 | Ladda upp en bild av detta fornminne |
| Norra Möckleby 110:2                        | Grav markerad av sten/block      |              | Norra Möckleby, Öland |       | 56.671707, 16.638250 | 10085101100002 | Ladda upp en bild av detta fornminne |
| Norra Möckleby 112:1                        | Gravfält                         |              | Norra Möckleby, Öland |       | 56.666183, 16.653251 | 10085101120001 | Ladda upp en bild av detta fornminne |
| Norra Möckleby 113:1                        | Gravfält                         |              | Norra Möckleby, Öland |       | 56.664719, 16.648745 | 10085101130001 | Ladda upp en bild av detta fornminne |
| Norra Möckleby 115:1                        | Husgrund, förhistorisk/medeltida |              | Norra Möckleby, Öland |       | 56.665711, 16.662827 | 10085101150001 | Ladda upp en bild av detta fornminne |
| Norra Möckleby 115:2                        | Husgrund, förhistorisk/medeltida |              | Norra Möckleby, Öland |       | 56.665807, 16.662594 | 10085101150002 | Ladda upp en bild av detta fornminne |
| Norra Möckleby 115:4                        | Husgrund, förhistorisk/medeltida |              | Norra Möckleby, Öland |       | 56.665592, 16.662568 | 10085101150004 | Ladda upp en bild av detta fornminne |
| Norra Möckleby 115:5                        | Husgrund, förhistorisk/medeltida |              | Norra Möckleby, Öland |       | 56.665522, 16.662559 | 10085101150005 | Ladda upp en bild av detta fornminne |
| Norra Möckleby 115:7                        | Gravfält                         |              | Norra Möckleby, Öland |       | 56.665569, 16.662348 | 10085101150007 | Ladda upp en bild av detta fornminne |
| Norra Möckleby 116:1                        | Stensättning                     |              | Norra Möckleby, Öland |       | 56.667157, 16.681586 | 10085101160001 | Ladda upp en bild av detta fornminne |
| Norra Möckleby 116:2                        | Grav markerad av sten/block      |              | Norra Möckleby, Öland |       | 56.667030, 16.681660 | 10085101160002 | Ladda upp en bild av detta fornminne |
| Norra Möckleby 125:1                        | Stensättning                     |              | Norra Möckleby, Öland |       | 56.624109, 16.660841 | 10085101250001 | Ladda upp en bild av detta fornminne |
| Norra Möckleby 133:1                        | Grav- och boplatsområde          |              | Norra Möckleby, Öland |       | 56.643849, 16.668078 | 10085101330001 | Ladda upp en bild av detta fornminne |